# Еггерт Оулафссон
Еггерт Оулафссон (ісл. Eggert Ólafsson; 1 грудня 1726, Снайфедльснес — 30 травня 1768) — ісландський дослідник, географ і філолог, науковий письменник. Один із найвизначніших діячів у історії культури, науки та економіки Ісландії, виступав за збереження ісландської мови та культури.

## Життєпис
Народився в сім'ї фермера, з дитинства цікавився природничими науками. Вищу освіту здобув у Копенгагені (Ісландія на той час була залежною від Данії), де вивчав природничі науки, давні мови, граматику, право та сільське господарство. Закінчив університет зі ступенем бакалавра 1750 року, після чого повернувся на батьківщину. У 1752—1757 роках разом із Б'ярні Поулссоном за фінансової підтримки з боку данського уряду здійснив велику подорож усією Ісландією, про що згодом написав книгу. Вона була закінченою 1766 року, але видано її лише в 1772 (вже після смерті автора і теж за рахунок держави) данською мовою під назвою «Reise igiennem Island». Крім географічних описів у своїй книзі висловлював думки про необхідність збереження ісландської мови у первісному вигляді та закликав ісландців до патріотизму. 1760 року оселився разом із родичем Бйорном Халльдоурссоном у Сьойдльойксдалюрі. Влітку 1767 французькі моряки під командуванням Кергелена гостювали у Еггерта, дізнавшись від нього багато фактів про ісландську природу. Восени 1767 року він одружився й переїхав у невеликий будинок у Хофстадірі. 30 травня 1768 року, відпливши додому після зимового перебування в Сьойдльойксдалюрі, потонув разом із дружиною, коли перевантажений човен внаслідок шторму перекинувся в морі. Його смерть мала сильний емоційний вплив на співвітчизників, і в Ісландії до середини ХІХ століття писалися плачі на його смерть.
Його головна праця про подорож Ісландією містить цінні для дослідників описи побуту жителів Ісландії середини XVIII століття. Вже через два роки книгу перекладено й видано німецькою мовою, 1802 року вийшла французькою, у 1805 — англійською мовою. Ісландською її видано лише 1942 року. Іноді Еггерта називають творцем єдиної ісландської орфографії, хоча запропоновані ним правила й відрізняються від сучасних. До інших відомих творів його авторства належить поема «Búnadarbálkur», що складається зі 160 віршів і ідеалізує побут ісландського селянства.